# 钦恰尼
钦恰尼（Chinchani），是印度马哈拉施特拉邦Thane县的一个城镇。总人口13435（2001年）。

## 人口
该地2001年总人口13435人，其中男性6820人，女性6615人；0—6岁人口1514人，其中男816人，女698人；识字率79.47%，其中男性为83.33%，女性为75.50%。